# Bark Psychosis
Bark Psychosis sind eine Rockband aus London.

## Geschichte
Sie hat sich 1986 gegründet und Mitte der 1990er-Jahre wieder aufgelöst. Als Grund für die Auflösung werden meist die kommerzielle Erfolglosigkeit der Band und auch das oft mangelnde Interesse des Live-Publikums angesehen. Im Jahre 2004 erschien jedoch für viele überraschend ein Studioalbum mit neuem Material, das jedoch in der Hauptsache nur von einem der ursprünglichen Mitglieder, Graham Sutton, erstellt wurde.
Ihre erste Single, All Different Things, erschien 1989, das erste Album (und das einzige in Originalbesetzung), Hex, 1994. Dieses ist zwar wenig bekannt, wird jedoch von einigen Kritikern als Meilenstein der neueren Rockgeschichte angesehen. Das 2004 erschienene Album ///Codename: Dustsucker schließt zwar musikalisch an das frühere Werk an, unterscheidet sich von diesem jedoch sowohl im Ausdruck als auch in den gewählten musikalischen Mitteln.
Graham Sutton wandelte Ende der 1990er-Jahre zudem auf Solopfaden im Drum-and-Bass-Bereich. So brachte er 1997 unter dem Pseudonym Boymerang das Album Balance of the Force bei Regal Recordings heraus, machte sich aber auch als Remixer oder Produzent von Tracks auf Labels wie Prototype Recordings einen Namen, ehe er zu seinen musikalischen Ursprüngen zurückkehrte.

## Stil
Bark Psychosis zählen zu den typischen Vertretern des Post-Rock. Die Band integrierte das Element der Stille in ihre Musik, ohne die Kategorie „Rock“ ganz aufzugeben. Die Musik gewinnt eine Art Räumlichkeit, so dass bisweilen der Eindruck entsteht, die Musik „liege“ vor dem Hörer wie ein Teppich aus (im Gegensatz zum wohl eher senkrechten „Wall of Sound“). Als Instrumente verwenden Bark Psychosis sowohl herkömmliche Rockinstrumente als auch Elektronik.

## Besetzung
Ursprünglich
- Graham Sutton (Gesang, Gitarre, Klavier, Hammondorgel, Samples, Programmierung usw.)
- Daniel Gish (Keyboards, Klavier, Hammondorgel)
- Mark Simnett (Schlagzeug, Percussion)
- John Ling (Bassgitarre, Percussion, Sampling, Programmierung)

und verschiedene Gastmusiker
auf dem 2004er Album ///Codename: Dustsucker
- Graham Sutton und verschiedene Gastmusiker, u. a. Mark Simnet (von BP) und Lee Harris von Talk Talk[1]

## Diskografie

### Singles und EPs
- Clawhammer (1988)
- All Different Things (1989)
- Nothing Feels (1990)
- Manman (1991)
- Scum (1992)
- Hexcerpt (1994) (Promo)
- A Street Scene (1994)
- Blue EP (1994)
- The Black Meat (2004)
- 400 Winters EP (2005)

### Alben
- Hex (1994)
- ///Codename: Dustsucker (2004)

### Kompilationen
- Game Over (1997)
- Independency (1998)
- Replay (2004)